# Mikaël Alhawi
Mikaël Alhawi, né le 14 mars 1982 au Caire, est un acteur français.
Il est surtout connu pour son rôle de Ben dans la série Bref..

## Biographie
Mikaël Alhawi est d'origine libanaise, jordanienne et marocaine. Il grandit à Fenouillet en Haute-Garonne.
Après avoir joué dans les théâtres toulousains durant 3 ans, il est l’un des coauteurs/comédiens du duo comique « Les chats loupés », dont le premier spectacle rencontra un vaste public et surtout lors du « Printemps du rire » en 2005. Il monte à Paris et suit les Cours Simon de 2005 à 2008. Il poursuit sa formation ou plutôt sa "déformation" en jouant sur scène des auteurs comme Pinter, Strindberg, Rimbaud, Marivaux ou bien Shakespeare.
Il participe également à de nombreux tournages de courts-métrages, de publicités et depuis 2011, il est le pote à problèmes appelé "Ben" dans la mini-série Bref diffusée dans le Grand Journal sur Canal +, écrite et réalisée par un ancien camarade de l’école d’art dramatique, Kyan Khojandi.
"OFF" du Festival d'Avignon, il tiendra le rôle de Victor durant 3 années consécutives dans la pièce Le Chemin des Passes Dangereuses du dramaturge québécois Michel Marc Bouchard aux côtés des comédiens Willy Liechty et Franck Borde.
En 2025, près de quinze ans après la première, il reprend son rôle de Ben dans la deuxième saison de Bref. intitulée Bref.2.

## Filmographie sélective

### Télévision
- 2011-2012: Bref. de Kyan Khojandi et Bruno Muschio : Ben
- 2012 : Le Jour où tout a basculé - Ma soeur a volé ma vie : Arnaud
- 2014 : Plus belle la vie, saison 10 : Benjamin Fabre
- 2016 : Scènes de ménages, saison 8 : Frédéric
- 2025 : Bref.2 : Ben

### Cinéma

#### Courts métrages
- 2013 : Sang froid de Chakib Taleb-Bendiab avec Brice Fournier et Thibaut Gonzalez
- 2015 : Où t'étais ? de Vincent Morvan, Jérôme Sau et Mikaël Alhawi

#### Longs métrages
- 2023 : Double Foyer de Claire Vassé : le banquier